# Ruggero Nuti
Ruggero Nuti (Prato, 22 ottobre 1890 – Prato, 3 dicembre 1956) è stato un archivista e storico italiano.

## Biografia
Nacque a Prato il 22 ottobre 1890 in una famiglia di umili origini, il padre Ermanno era operaio e la madre proveniva dalla campagna senese. Dopo aver conseguito la licenza tecnica si dedicò, da autodidatta, allo studio della storia e, grande appassionato di musica,  collaborò con scritti di cronaca teatrale al settimanale  «L'amico del popolo».
Richiamato al fronte allo scoppio della prima guerra mondiale, venne gravemente ferito nel 1915 e per questo motivo assegnato
agli uffici amministrativi del suo reggimento a Firenze. Alla fine della guerra venne impiegato nell'ufficio comunale di Prato,  dove raggiunse la carica di “caporepartizione”.
Fu proprio come impiegato del Comune che, nel 1922, ottenne l’incarico di riordinare le carte delle antiche magistrature conservate nell’archivio storico comunale,  lavoro che lo impegnò fino al 1931. Grazie a tale incarico,  cui si aggiunse nel 1927 quello di amministratore e redattore della rivista  «Archivio Storico Pratese», il Nuti iniziò a studiare e ad appassionarsi alla storia di Prato. Oltre alla pubblicazione dell’Inventario dell’Archivio antico del Comune di Prato,  uscito a più riprese proprio sulle pagine di «Archivio Storico Pratese» e come volume unico nel 1939, Nuti contribuì alla rivista pubblicando studi sulle antiche famiglie pratesi,  sulla topografia medievale della città e sulle vicende relative alla costruzione della linea ferroviaria “direttissima” tra Firenze e Bologna. Collaborò inoltre con vari quotidiani,  fra i quali «La Nazione»  e  «L'Avvenire d'Italia», scrivendo brevi articoli in cui illustrava curiosità e aspetti meno conosciuti
della storia e della vita pratese del passato.
Nel 1939,  in occasione del cinquantenario della morte di Cesare Guasti, raccolse in un volume un'ampia scelta degli scritti dell'erudito pratese. Dopo la seconda guerra mondiale, durante la quale Ruggero Nuti fu prevalentemente impegnato nel trasferimento fuori città del materiale archivistico e artistico,  riprese a dirigere «Archivio Storico Pratese», pubblicando nuove ricerche sulla topografia medievale di Prato. 
Risale al 1947  la sua pubblicazione più conosciuta, l’edizione degli Statuti dell’Arte della lana di Prato, opera realizzata
in collaborazione con il paleografo  e diplomatista Renato Piattoli (1906-1974).
Ruggero Nuti morì a Prato il 3 dicembre 1956. Presso la Biblioteca Roncioniana di Prato è conservato il fondo Ruggero Nuti. Presso la Biblioteca Lazzerini di Prato è consultabile,  in formato pdf,  una prima parte della raccolta di cronache pratesi di Ruggero Nuti, tuttora in corso di digitalizzazione.